# استودیو بدیع
استودیو بدیع قدیمی‌ترین لابراتوار خصوصی ظهور و چاپ فیلم‌های سینمایی در ایران بود.
این شرکت که در سال ۱۳۳۶ در تهران توسط محسن بدیع تأسیس شد و در ابتدا به ظهور و چاپ فیلم‌های سیاه‌وسفید می‌پرداخت اما در سال ۱۳۴۱ با ایجاد استودیویی چاپ و ظهور فیلم‌های رنگی را در ایران انجام داد و از آن پس نام استودیوی خود را به «مرکز خدمات صنایع فیلم ایران» تغییر داد و لابراتوار مجهز فیلم‌های ۳۵ میلیمتری بدل شد.
این لابراتوار که نقش مهمی در سینمای ایران داشته‌است در اوایل سال ۱۳۹۳ به دلیل دیجیتالی شدن صنعت سینما تعطیل شد.